# 陈强 (演员)
陳强（1918年11月11日—2012年6月26日），原名陈庆三，男，河北宁晋人，中國大陸电影演員，获得第29届百花奖终身成就奖。曾主演经典影片《红色娘子军》、《白毛女》等，以反派角色见长，此外也曾参加拍摄多部喜剧片。如《三年早知道》、《父与子》、《瞧这一家子》等。
其次子为小品、影视、戏剧演员陈佩斯。

## 生平
1918年，陈强出生于直隶省宁晋县（今河北省宁晋县）徐家河乡，幼年时期随父母逃难到山西，1936年，陈强在太原上学，业余时间参加太原青年剧社和新生剧院的演出活动。
1938年，陈强进入延安鲁迅艺术学院戏剧系学习表演理论和表演技巧，1939年，陈强参加晋察冀边区联大文工团和北战地服务团等演出活动。
1942年，陈强加入中国共产党，1944年，陈强担任北战地服务团演员。1946年，陈强开始拍摄电影，从事演艺事业。1947年，陈强出任东北电影制片厂演员。1953年，陈强出任北京电影制片厂演员。1955年，陈强在北京电影学校表演专修班学习。
1989年六四运动期间，陈强曾骑三轮车给学生送毛巾防催泪弹以表支持。
2000年，陈强因为脑中风导致部分记忆丧失。
2012年6月26日，陈强在北京市安贞医院因为肺炎和肾衰竭病逝，遗体葬于八宝山革命公墓。

## 艺术风格
陈强擅长出演反面人物，不拘于“脸谱化”的俗套，在《红色娘子军》中出演的“南霸天”，被誉为是“中国反派人物难以跨越的高峰”，他的风格是“逗而不厌、闹而不乱、笑而不俗、趣味由衷”，讲究自然和真实，强调要生活情趣、人物性格和戏剧矛盾三者结合，充满幽默感和节奏感。

## 主要作品

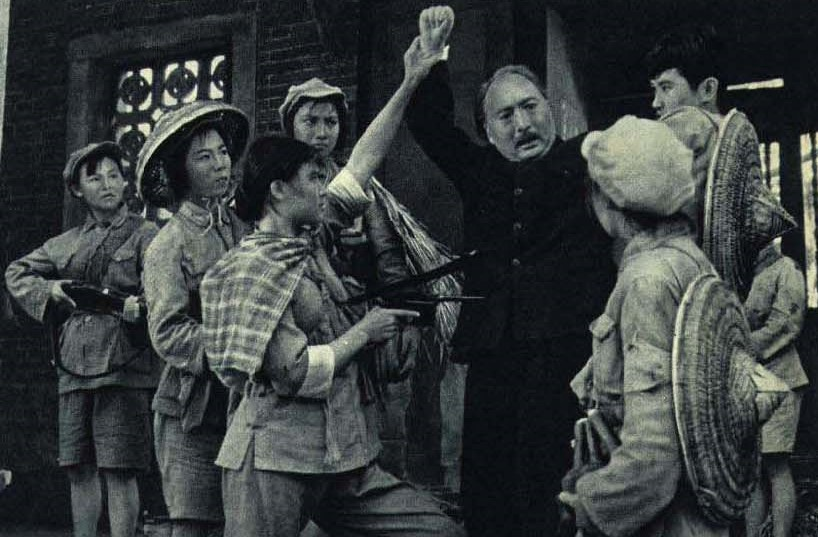
陈强在《红色娘子军》中扮演反面人物南霸天

- 1942年，《二大伯》
- 1948年，《留下他打老蒋》，老农民
- 1949年，《桥》，侯占喜
- 1949年，《白衣战士》，杨明清
- 1950年，《白毛女》，黄世仁
- 1950年，《结婚》，田高洪
- 1954年，《一件提案》，四老刚
- 1958年，《探亲记》，老田头
- 1961年，《红色娘子军》，南霸天
- 1962年，《魔术师的奇遇》，陆幻奇
- 1986年，《瞧这一家子》，老胡
- 1986年，《父与子》，老奎
- 1987年，《二子开店》，老奎
- 1988年，《傻冒经理》，老奎
- 1990年，《父子老爷车》，老奎
- 1992年，《爷儿俩开歌厅》，老奎
- 1994年，《飞来横福》（电视剧）
- 1995年，《太后吉祥》，五王爷
- 1997年，《京都神探》（电视剧）
- 2000年，《鬼子来了》，刘一刀

## 获奖情况
1962年，获第一届电影百花奖最佳男配角奖。

1950年《白毛女》陈强出演黄世仁。

1964年，获印度尼西亚第三届亚非电影节最佳男演员奖。
1951年，在捷克第6届卡罗维·发利国际电影节上获特别荣誉奖。
1995年，荣获第13届大众电视金鹰奖最佳男配角。
1995年，在纪念世界电影诞生100周年，中国电影诞生90周年中，获中国电影世纪奖：男演员奖。
2008年9月13日晚，第17届金鸡百花电影节在大连举行闭幕晚会暨颁奖典礼，陈强获第29届大众电影百花奖终身成就奖。

## 轶闻
1946年冀中解放区河间县演出歌剧《白毛女》扮演地主黄世仁，被刚参军的战士用枪瞄准险些丧命。